# Talal Sahili
Pour les articles homonymes, voir Sahili.
Talal Sahili est un homme politique libanais. Chiite, il est originaire de Hermel dans la Bekaa.
Physicien, membre du mouvement Amal de Nabih Berri, il est nommé ministre de l'Agriculture dans le gouvernement de Fouad Siniora en juillet 2005.
Le 11 novembre 2006, à la suite de l'échec des négociations entre les partis libanais sur la formation d'un gouvernement d'union nationale, dans lequel le Hezbollah, Amal et leurs alliés disposent d'une minorité de blocage, Talal Sahili présente sa démission du gouvernement. Le Premier ministre Fouad Siniora la refuse et le pays plonge dans une grave politique. Les tentatives de règlement échouent et les ministres démissionnaires (Sahili, Trad Hamadé, Faouzi Salloukh, Mohammad Fneich et Mohammed Jawad Khalifé) insistent sur leur position.